# Góry Stribog
Góry Stribog, Góry Strzybóg (bułg. Планина Стрибог, Planina Stribog, ang. Stribog Mountains) – pasmo górskie na Wyspie Brabant w Archipelagu Palmera na Antarktydzie z Górą Parry jako najwyższym szczytem (2520 m n.p.m.).  Pasmo jest długie na 40 km (północ-południe) i szerokie na 15 km, od północnego wschodu połączone z Grzbietem Stawerski przez Przełęcz Wiamata, od wschodu ze Wzgórzami Awrolewa przez Przełęcz Doriones i od południa z Górą Solvay przez Przełęcz Aluzore. Góry są mocno zlodowaciałe, z bardziej stromymi i częściowo wolnymi od lodu zachodnimi zboczami. 
W 2015 r. bułgarska Komisja Nazewnictwa Antarktycznego nazwała tę górę imieniem słowiańskiego boga wiatru Strzyboga. 

## Linki zewnętrzne

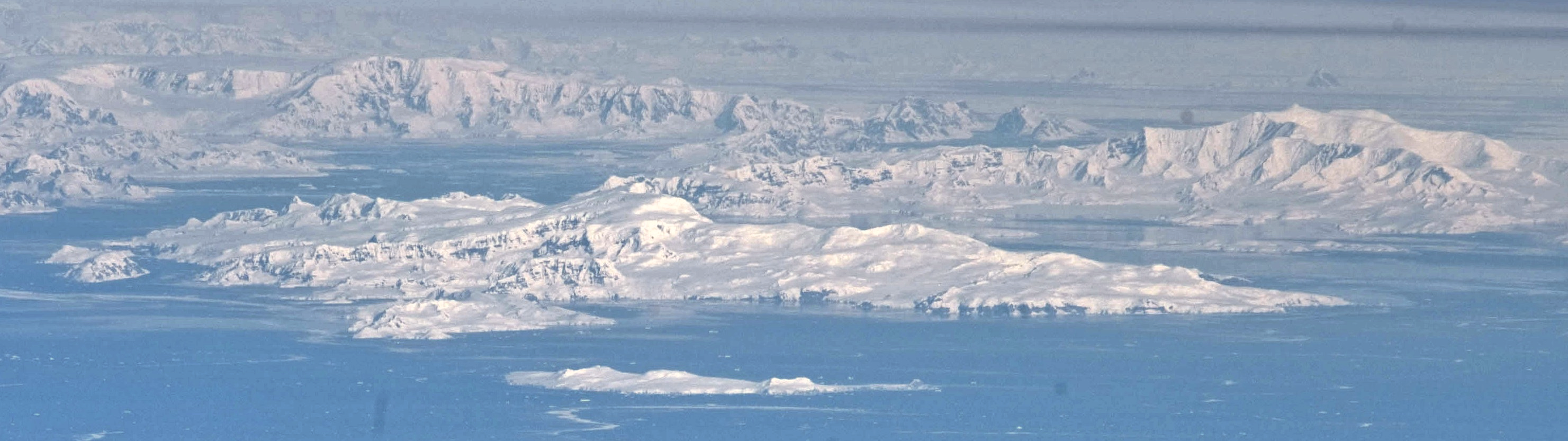
Wyspa Brabant widziana z północnego wschodu z wyspą Antwerpią (po prawej) i Półwysep Antarktycznym w tle; Góry Stribog zajmują większą część centralnej i prawej części wyspy.